# Het (Bíblia)
Segons el Gènesi, capítol desè, Het és el fill de Canaan (fill de Cam) i avantpassat dels jebuseus, els amorreus, els guirgaixites, els hivites, els arquites, els sinites, els arvadites, els semarites i els hamatites.